# Arrow (Rakete)
Arrow (englisch für: ‚Pfeil‘, ursprünglicher hebräischer Name: חץ Chetz) ist ein Raketenabwehrsystem zur Abwehr von ballistischen Raketen. Es wurde gemeinsam von Israel und den Vereinigten Staaten entwickelt.

## Entwicklung
Im Rahmen der Strategic Defense Initiative (SDI) unterzeichneten die Vereinigten Staaten und Israel am 6. Mai 1986 eine Absichtserklärung zur Entwicklung eines Raketenabwehrsystems. Dies geschah im Interesse des Kabinetts Reagan, welches eine Einbindung Israels in das SDI-Programm anstrebte. Im Rahmen dieses Programms sollten verschiedene Möglichkeiten zum Abfangen von ballistischen Raketen untersucht werden. Die Absichtserklärung regelte vor allem die gemeinsame Finanzierung des Projektes, dessen Kosten man auf mindestens eine Milliarde US-Dollar schätzte. Die eigentliche Entwicklung der Arrow 1 basiert auf einem Vertrag vom Juli 1988. Darin wurde die Entwicklung eines taktischen Raketenabwehrsystems zur Bekämpfung von Kurzstreckenraketen, wie die sowjetische 9K72 Elbrus (NATO-Codename SS-1c Scud-B) definiert. Im Rahmen dieses Programms sollte der Hauptauftragnehmer Israel Aircraft Industries (IAI) zusammen mit den US-Firmen Boeing und Lockheed Martin einen Technologiedemonstrator einer Abfangrakete entwickeln. Das Auftragsvolumen belief sich vorerst auf 158 Mio. US-Dollar, von denen 80 % vom Verteidigungsministerium der Vereinigten Staaten übernommen wurden. Der erste (ungelenkte) Teststart einer Arrow-Abfangrakete erfolgte am 9. August 1990.
Die mangelnden Erfolge der MIM-104 Patriot im Zweiten Golfkrieg 1991 gaben den Ausschlag zu einer Neukonzeption des Projektes. Basierend auf dem Technologiedemonstrator sollte für die Israelischen Verteidigungsstreitkräfte (IDF) nun ein serienreifes Raketenabwehrsystem entwickelt werden. Mit diesem sollten Kurz- und Mittelstreckenraketen mit einer Schussdistanz von 1.500 km in der Stratosphäre bekämpft werden können. Mit dem Projekt Arrow Continuation Experiments (ACES) wurde Arrow 2 entwickelt, welcher Bestandteil des zukünftigen israelischen Raketenabwehrschildes HOMA werden sollte. Auch bei der Arrow 2 wurden rund 80 % der Entwicklungskosten von den Vereinigten Staaten getragen. Am 12. Juli 1994 konnte beim neunten Arrow-Test erstmals ein ballistisches Ziel über dem Mittelmeer abgefangen werden und der erste erfolgreiche Teststart einer Arrow 2-Abfangrakete erfolgte am 30. Juli 1995. Der erste Abfangtest mit einem Arrow 2-Gesamtsystem erfolgte im August 1997. Schließlich wurde das erste Arrow 2-System am 29. November 1998 den IDF übergeben. Nach Truppenerprobungen ging die erste Arrow 2-Batterie im März 2000 auf der Luftwaffenbasis Palmachim in Dienst. Die zweite Batterie wurde im Oktober 2002 auf dem Militärflugfeld Ein Schemer in Dienst gestellt. Bis dahin hatten die Vereinigten Staaten das Arrow-Programm mit rund 860 Mio. US-Dollar unterstützt.
Danach wurde Arrow-2 in mehreren Ausbaustufen (Block’s) weiterentwickelt. Weiter folgten die Systeme Arrow 3 und Arrow 4. Bis Ende 2023 investierten die Vereinigten Staaten rund 4,5 Mrd. US-Dollar in die Entwicklung des Arrow-Raketenabwehrsystems.

## Technik
Der Raketenabwehrschild von Israel ist in drei Schichten aufgebaut. Mit dem Arrow-System sollen ballistische Mittelstreckenraketen abgefangen werden. Das System David’s Sling wird zur Bekämpfung von Kurzstreckenraketen mit einer Reichweite von bis zu rund 300 km eingesetzt. Iron Dome wird zur Abwehr von Artillerieraketen mit einer Reichweite von unter 70 km eingesetzt.
Das Arrow-Raketenabwehrsystem besteht im Wesentlichen aus einem Frühwarnradar, einem Feuerleitradar, einem Batterie-Kommandoposten, einem Feuerleitstand sowie Startgeräten für die Lenkflugkörper. Sämtliche Komponenten sind auf Sattelauflieger verbaut und können mit Sattelzugmaschinen auf der Straße transportiert werden.

### Radar

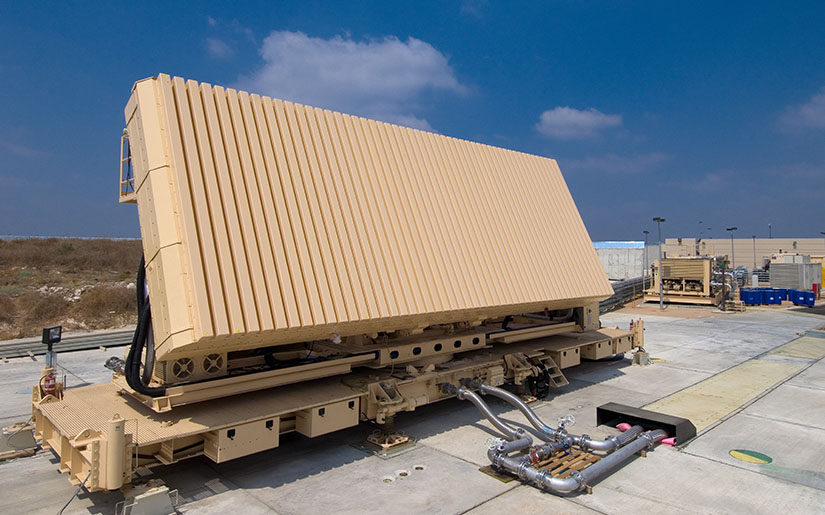
EL/M-2080 Green Pine-Radar

Als Frühwarn- und Feuerleitradar wird das Raketenaufklärungsradar EL/M-2080 „Green Pine“ verwendet. Das Radar ist auf das Erfassen und Begleiten von kleinen Zielen mit Hyperschallgeschwindigkeit ausgelegt und wiegt rund 60 Tonnen. Es soll ballistische Raketen bis zu einer Entfernung von 500 km erfassen und begleiten können. Dazu verwendet es eine Active-Electronically-Scanned-Array-Antenne mit 2.000–2.300 Phasenschiebern. Die Radarantenne hat eine Länge von 9,15 m sowie eine Höhe von 3 m. Das Radar arbeitet im L-Band mit einer Frequenz von 500–1.000 MHz. Als Feuerleitradar kann es zeitgleich die Zieldaten von 12 ballistischen Raketen ermitteln und eine unbekannte Anzahl Arrow-Lenkflugkörper mit einer Abweichung von maximal 4 m an die Ziele heranführen. Dabei kann die maximale Zielgeschwindigkeit 2,5–3 km/s (rund Mach 7,3–8,7) betragen.
Seit 2010 wird das verbesserte EL/M-2080S Super Green Pine-Radar verwendet. Eine weitere Bezeichnung lautet Green Pine Block-B. Dieses modernisierte Radar soll ballistische Raketen bis zu einer Entfernung von 900 km erfassen und begleiten können. Weiter soll es besser zwischen dem eigentlichen Ziel sowie Trümmerteilen und Täuschkörpern unterschieden können. Dabei soll es zeitgleich die Zieldaten von 30 ballistischen Raketen ermitteln und eine unbekannte Anzahl Arrow-Lenkflugkörper an die Ziele heranführen können.
Das nochmals verbesserte Green Pine Block-C-Radar wurde erstmals 2018 erwähnt.

### Kommandoposten & Feuerleitstand
Golden Citron
Das Golden Citron-Battle Management System (BMS) ist der zentrale Kommandoposten einer Arrow-Batterie. Der Kommandoposten verfügt als C3I-System über umfangreiche Kommunikationseinrichtungen, die es dem Kampfführungspersonal erlauben, mit verschiedenen Aufklärungs- und Führungssystemen zu kommunizieren. So hat jeder Kommandoposten eine direkte Verbindung zum Hauptquartier der Israelischen Verteidigungsstreitkräfte. Im Golden Citron laufen alle Daten vom Green Pine-Radar und vom Brown Hazelnut-Feuerleitstand zusammen und werden dort verarbeitet. Im Kommandoposten führen 7–10 Bediener den Feuerkampf. Die Bediener können über Link 16 auch den Flug- und Raketenabwehrsystemen MIM-104 Patriot und David’s Sling Ziele zuweisen. Der Golden Citron kann in einer Entfernung von 300 km zum Batterie-Feuerleitstand platziert werden.
Brown Hazelnut
Der Brown Hazelnut ist der Batterie-Feuerleitstand und befindet sich bei den Lenkflugkörperstartern. Als Startkontrollzentrum werden in ihm die Lenkflugkörperstarter überwacht sowie die Lenkflugkörper gestartet.

### Lenkflugkörperstarter

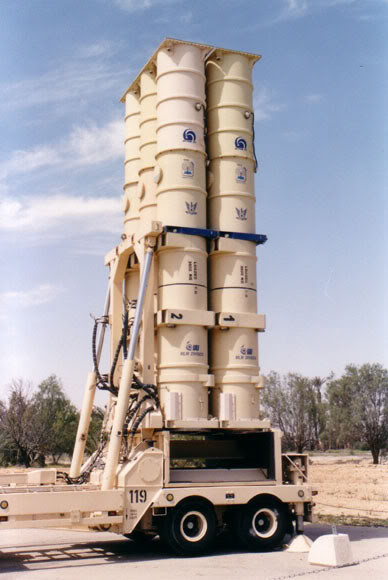
Arrow 2 Lenkflugkörperstarter

Die Lenkflugkörperstarter tragen je sechs Lenkflugkörper, die in geschlossenen und wartungsfreien Containern transportiert werden. In der Stellung wird der Starter vom Lastkraftwagen abgekoppelt. Um den Lenkflugkörperstarter feuerbereit zu machen, werden die Lenkflugkörpercontainer aus der horizontalen Transportposition in die Vertikale angestellt und auf den Boden aufgesetzt. Die Kontrolle und Überwachung der unbemannten Lenkflugkörperstarter erfolgt durch den Brown Hazelnut-Batterie-Feuerleitstand.

### Lenkflugkörper
Arrow 2
Die Arrow 2-Lenkflugkörper sind zweistufige Flugkörper mit Feststoffraketentriebwerken. Die erste Antriebsstufe hat einen Durchmesser von 800 mm und die zweite einen solchen von 500 mm. Der Lenkflugkörper hat einen zylinderförmigen Rumpf und ist in mehrere Sektionen aufgeteilt: Die Zweite Antriebsstufe ist 2,75 m lang und wiegt rund 500 kg. Hinter der ogiven Lenkwaffenspitze befinden sich die Sensoren für die Zielverfolgung. Diese bestehen aus einem aktiven Radar-Suchkopf sowie einem Infrarotsuchkopf mit digitaler Bildverarbeitung. Der Infrarotsuchkopf verwendet Detektoren mit Indiumantimonid mit einem Focal Plane Array (FPA). Hinter der Suchkopfsektion ist der Splittergefechtskopf mit einem Gewicht von 150 kg untergebracht. Der Gefechtskopf verfügt über einen Aufschlagzünder sowie einen Radar-Annäherungszünder. Anschließend folgen die Elektronik sowie die Technik für die Energieversorgung. Am Ende der zweiten Antriebsstufe sind vier trapezförmige Steuerflächen sowie zwei dreieckförmige Stabilisierungsflächen angebracht. Ein Adapterkonus verbindet die erste und zweite Antriebsstufe. Die Steuerung dieser Antriebsstufe erfolgt mit einer Schubvektorsteuerung.
Arrow 3
Die neueren Arrow 3-Lenkflugkörper sind zweistufige Lenkflugkörper mit einem Durchmesser von 533 mm. Der Splittergefechtskopf wurde durch ein separierendes Kinetic Kill Vehicle ersetzt, welches das Ziel durch die kinetische Aufschlagenergie bei einem Direkttreffer zerstört. Dieser Lenkflugkörper hat keine Stabilisierungsflächen und die Steuerung erfolgt rein mit einer Schubvektorsteuerung.

## Varianten

### Arrow 1
Dies war der erste Technologiedemonstrator aus dem Jahr 1990. Arrow 1 wurde zum Abfangen von ballistischen Kurzstreckenraketen wie die R-17 Elbrus (NATO-Codename SS-1c Scud-B) und ihre Abarten konzipiert. Die Arrow 1 wurde weder in Serie gefertigt noch bei den Israelischen Verteidigungsstreitkräften (IDF) in Dienst gestellt. Der zweistufige Arrow 1-Lenkflugkörper hatte eine Länge von 7,5 m, einen Rumpfdurchmesser von 1.200 mm und wog rund 2.000 kg. Die maximale Einsatzdistanz betrug rund 50 km und die maximale Einsatzhöhe lag bei rund 30.000 m.

### Arrow 2

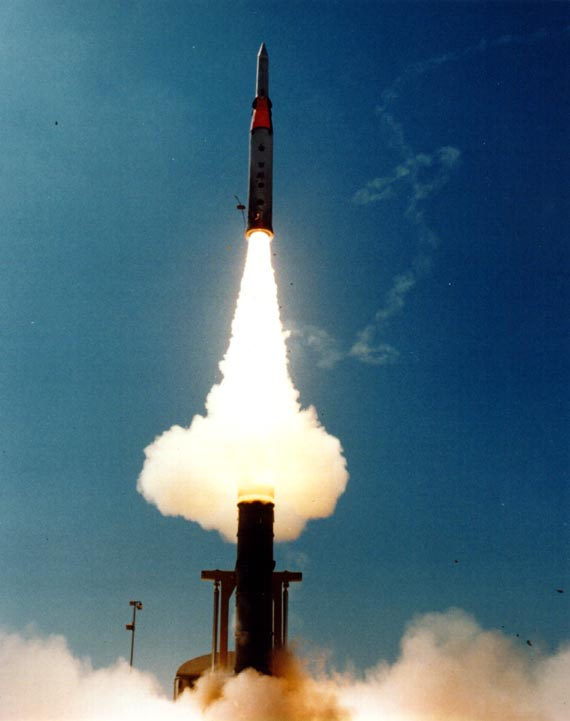
Teststart einer Arrow 2 im August 1996

Arrow 2 steht seit dem Jahr 2000 im Dienst der Israelischen Verteidigungsstreitkräften. Der zweistufige Arrow 2-Lenkflugkörper erreicht eine Fluggeschwindigkeit von rund Mach 9 (3.090 m/s). Die maximale Einsatzdistanz beträgt rund 100 km und die Einsatzhöhe liegt bei 8.000–50.000 m. Das Arrow 2-Raketenabwehrsystem wurde in mehreren Ausbaustufen (Block’s) weiterentwickelt.
Arrow 2 Block 2
Die Ausführung Arrow 2 Block 2 ist seit 2005 operationell. Die Anpassungen umfasste primär die Software zur Steuerung der Abfangraketen. Es konnte die minimale und maximale Abfanghöhe verbessert werden. So konnte bei einem Test im Dezember 2003 ein Ziel in 60 km Höhe getroffen werden. Daneben kann das Green Pine-Radar jetzt in bis zu 100 km Entfernung zum Lenkflugkörperstarter aufgestellt werden. Weiter können die Bediener über Link 16 dem Flug- und Raketenabwehrsystem MIM-104 Patriot Ziele zuweisen.
Arrow 2 Block 3
Die Ausführung Arrow 2 Block 3 befindet sich seit 2007 im Einsatz. Dabei wurden ältere Elektronikteile durch moderne Komponenten ersetzt, was zu tieferen Unterhaltskosten führt. Daneben wurden auch die Lenkflugkörperstarter verbessert. Weiter wurde die Software im Green Pine-Radar und im Lenkflugkörper angepasst, so dass jetzt separierende Gefechtsköpfe besser erkannt werden können.
Arrow 2 Block 4
Die Ausführung Arrow 2 Block 4 ist seit 2012 operationell und verwendet das Super Green Pine-Radar. Mit dieser Ausführung konnte die Treffererwartung bei der Bekämpfung von ballistischen Mittelstreckenraketen wie der Shahab 3 deutlich verbessert werden. Weiter sollen separierende Gefechtsköpfe besser von Raketen-Trümmerteilen unterschieden werden können. Daneben soll auch die Anzahl der gleichzeitig einsetzbaren Lenkflugkörper erhöht worden sein.
Arrow 2 Block 5
Nachdem 2008 mit der Entwicklung der Arrow 3 begonnen worden war, wurde im April 2011 die Entwicklung der Arrow 2 Block 5 gestartet. Dabei wurden beide Systeme zu einem einzigen nationalen Raketenabwehrsystem zusammengeführt, welches sowohl Arrow 2 wie auch Arrow 3-Lenkflugkörper einsetzen kann. Im Jahr 2020 wurde die erste Arrow 2 Block 5-Batterie in Dienst gestellt. Der Golden Citron-Kommandoposten wurde umfassend modernisiert. Dabei wurden u. a. die Elektronik und die Schnittstellen verbessert und erweitert. Damit ist eine Vernetzung mit dem U.S.-Radar AN/TPY-2 und dem Aegis-Kampfsystem möglich. Weiter sollen auch Daten von weltraumbasierten Aufklärungsmitteln empfangen werden können. Daneben wurde die Software und Lenkeinheit der Lenkflugkörper überarbeitet. Durch eine kinetisch verbesserte Flugbahn und den daraus resultierenden größeren Energiereserven verfügen die Lenkflugkörper über eine größere Reichweite. Damit wurde das Gebiet, welches eine Arrow-Batterie gegen Raketenangriffe verteidigen kann, um rund 50 % vergrößert. Dabei können ballistische Raketen bis zu einer Fluggeschwindigkeit von 3.000 m/s bekämpft werden. Weiter können die Bediener über Link 16 den Flug- und Raketenabwehrsystemen MIM-104 Patriot und David’s Sling Ziele zuweisen.

### Arrow 3

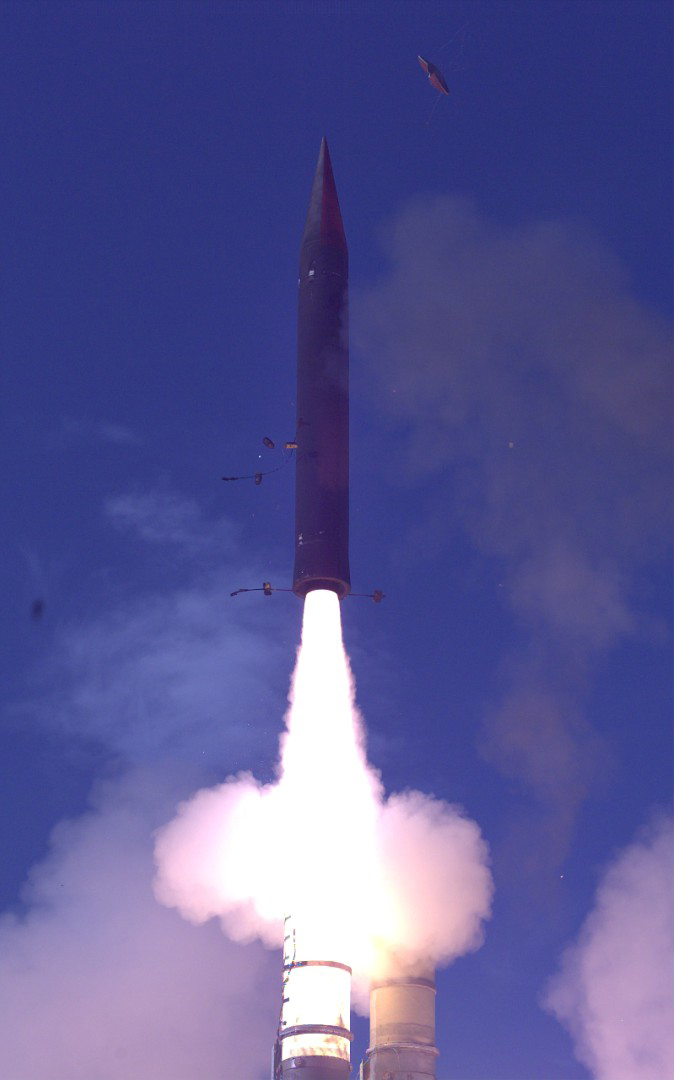
Teststart einer Arrow 3 am 10. Dezember 2015

Im August 2008 kündigte die israelische Regierung die Entwicklung von Arrow 3 an. Am 27. Juli 2011 wurde das Arrow-3-System erstmals getestet. Der erste Schießversuch mit einer Arrow 3 erfolgte am 24. Januar 2012. Im Juli 2019 fanden drei erfolgreiche Tests auf dem Pacific Spaceport Complex auf der Insel Kodiak vor Alaska statt. Im Januar 2017 war sie schließlich einsatzbereit und wurde u. a. auf der Luftwaffenbasis Sdot Micha installiert. Mit der Arrow-3-Rakete können nur Ziele außerhalb der Atmosphäre, am Rande des Weltraums bekämpft werden. Daher verwendet das Arrow-3-System auch die älteren Arrow-2-Lenkflugkörper, um mit diesen Ziele in der Atmosphäre zu bekämpfen. Der neue Arrow-3-Lenkflugkörper besteht aus zwei Antriebsstufen sowie aus einem Kinetic Kill Vehicle mit den Sensoren für die Zielverfolgung. Wenn die Antriebsstufe außerhalb der Atmosphäre, in rund 100 km Höhe ausgebrannt ist, wird das Kinetic Kill Vehicle abgetrennt und steuert sich mit Hilfe von Manövrierdüsen ins Ziel. Die anfliegende Rakete wird allein durch die kinetische Energie des Zusammenpralls zerstört (englisch Hit-To-Kill). Gegenüber der Arrow 2 besitzt der Arrow 3-Lenkflugkörper eine deutlich höhere Geschwindigkeit. Die maximale Einsatzdistanz von Arrow 3 wurde nicht veröffentlicht. Sie ist aber deutlich größer als beim Vorgängermodell Arrow-2 und wird auf mindestens das Doppelte geschätzt. Mit Arrow 3 können ballistische Mittelstreckenraketen mit einer Maximalreichweite von 2.400 km abgefangen werden. Die maximale Abfanghöhe beträgt dabei über 100 km.

### Arrow 4
Arrow 4 wurde erstmals 2017 in einer Machbarkeitsstudie erwähnt. Im Februar 2021 gaben Israel und die US-Regierung (Kabinett Biden) den Beginn der Entwicklung der Abfangrakete Arrow 4 bekannt. Sie werde die Fähigkeiten der Arrow 3 noch verbessern und in den kommenden Jahrzehnten die Arrow 2 ersetzen. Mit Arrow 4 sollen neben ballistischen Raketen auch überschallschnelle Marschflugkörper sowie Hyperschallgleiter bekämpft werden können.

### Einsatzkonzept
Die Ziele werden mit dem EL/M-2080 Green Pine-Radar detektiert und verfolgt. Im Golden Citron-Kommandoposten werden die Flugbahnen der Ziele sowie der ungefähre Einschlagpunkt ermittelt. Jedem Ziel wird eine Bekämpfungspriorität zugewiesen. Für die gefährlichsten Ziele werden nun die Zielparameter sowie den optimalen Abfangkurs für die Arrow-Lenkflugkörper ermittelt. Danach wird vom Kommandanten vom Kommandoposten der Startbefehl für die Lenkflugkörper erteilt. Mit dem Kommandoposten können zeitgleich eine nicht veröffentlichte Anzahl Arrow-Lenkflugkörper gegen eine unbekannte Anzahl Ziele eingesetzt werden. Der Lenkflugkörper-Start erfolgt aus der senkrecht angestellten Lenkflugkörpercontainern der Lenkflugkörperstarter. Die Lenkflugkörper-Starts werden in dem Brown Hazelnut-Batterie-Feuerleitstand koordiniert und überwacht. Die erste Antriebsstufe beschleunigt den Arrow-2-Lenkflugkörper auf rund Mach 7,2 (2.500 m/s). Ist die erste Antriebsstufe ausgebrannt, wird diese abgeworfen und die zweite Antriebsstufe zündet. Diese Antriebsstufe sorgt für das Aufrechterhalten der Fluggeschwindigkeit. Die Steuerung erfolgt in dieser Flugphase hierbei mittels einem Inertialen Navigationssystem. Weiter wird der Lenkflugkörper über den Datenlink weiter mit aktuellen Zielparametern des Green Pine-Radars versorgt. Dabei sind die Bediener über ein 2-Weg-Datenlink jederzeit über den Flugweg und Status der Lenkflugkörper im Bilde. Für den Endanflug wird der Radar-Aufschlag- und Näherungszünder sowie der lenkflugkörpereigenen Sensoren für die Zielverfolgung aktiviert. Der Endanflug erfolgt nach dem Prinzip der Proportionalnavigation. Kommt das Ziel in den Ansprechradius des Näherungszünders, wird der Splittergefechtskopf gezündet. Der Gefechtskopf ist asymmetrisch aufgebaut, so dass die Splitterwirkung in Zielrichtung gebündelt wird. Im Zielanflug rollt der Lenkflugkörper um die Längsachse um so den Gefechtskopf in die optimale Position zum Ziel zu bringen. Der Wirkungsradius des Gefechtskopfes beträgt 40–50 m bei einem Direkttreffer wird der Gefechtskopf durch den Aufschlagzünder zur Detonation gebracht. Verfehlt der Lenkflugkörper das Ziel, so kann er vom Kommandoposten aus gesprengt werden.
Beim neuen Arrow 3-Lenkflugkörper befördert die Antriebsstufe ein Kinetic Kill Vehicle auf eine Höhe von rund 100 km an den Rand des Weltraumes. Dort wird das Kinetic Kill Vehicle abgetrennt und steuert sich mit Hilfe von Manövrierdüsen ins Ziel. Statt durch einen Gefechtskopf wird die anfliegende Rakete allein durch die kinetische Energie des Zusammenpralls zerstört (englisch Hit-To-Kill), da so eine sichere Zerstörung des Gefechtskopfes gewährleistet werden soll. Dieses Verfahren erfordert einen Direkttreffer, da es keinen Näherungszünder oder einen Gefechtskopf gibt.

## Kriegseinsätze
Am 17. März 2017 setzte die israelische Armee zum ersten Mal eine Rakete vom Typ Arrow 2 in einem realen Einsatz ein. Eine S-200-Luftabwehrrakete, die von den Streitkräften Syriens als Reaktion auf einen israelischen Luftangriff abgefeuert worden war, lange nachdem die Flugzeuge Syrien wieder verlassen hatten, wurde abgefangen und zerstört. Wäre die S-200-Rakete nicht bekämpft worden, wäre sie auf israelischem Gebiet eingeschlagen. Die Explosion, als die Arrow die S-200 traf, war in weiten Teilen Israels und im Westjordanland zu hören.
Am 31. Oktober 2023 wurde mit einer Arrow 2 Block 4 eine Mittelstreckenrakete südlich von Eilat abgeschossen. Die Rakete war zuvor, vermutlich von den Huthi in Jemen gestartet worden. Am 9. November 2023 wurde über dem Roten Meer mit einer Arrow 3 eine Mittelstreckenrakete vom Typ Ghadr abgefangen. Auch diese wurde aus Jemen in Richtung Israel gestartet. Beim iranischen Angriff auf Israel am 13. April 2024 startete der Iran neben Drohnen und Marschflugkörpern rund 120 Mittelstreckenraketen gegen Israel. Für die Abwehr der Mittelstreckenraketen wurden die Systeme Arrow und David’s Sling eingesetzt. Beim iranischen Angriff auf Israel am 1. Oktober 2024 startete der Iran rund 180 Mittelstreckenraketen gegen Israel. Für die Abwehr kamen wiederum die Systeme Arrow und David’s Sling zum Einsatz.
Im Israelisch-iranischen Krieg wurde das Arrow-System zur Bekämpfung von ballistischen Raketen aus dem Iran eingesetzt. Bis zum Beginn einer Waffenruhe am 24. Juni 2025 sollen die Israelischen Verteidigungsstreitkräfte OSINT-Quellen zufolge rund 9 Arrow 2, 34 Arrow 3 sowie eine unbekannte Anzahl Abfangraketen der Systeme David’s Sling und Iron Dome gestartet haben.

## Nutzerstaaten und Export
Zwischen den Vereinigten Staaten und Israel haben sich seit der Jahrtausendwende mehrmals Spannungen ergeben, da sich unter anderem die Türkei und Indien verstärkt um den Erwerb des Abwehrsystems bemühen. Die USA vergeben Militärhilfe nur unter der Auflage, dass daraus erfolgende Projekte exklusiv den US-amerikanischen Industrien, Politik und Militär zukommen und dass alle Schritte mit den USA abgestimmt werden. Konflikte ergaben sich aus der Tatsache, dass Israel mehrmals versucht hat, Interessenten auf Umwegen den Zugang zu Teilen des Arrow-Programms zu ermöglichen.
 Israel
Im Jahr 2024 haben die Israelischen Verteidigungsstreitkräfte (IDF) drei Arrow-Batterien im Bestand. Jeweils eine Batterie ist auf der Luftwaffenbasis Sdot Micha, auf dem Militärflugfeld Ein Schemer sowie auf der Luftwaffenbasis Palmachim stationiert. Das Arrow-System wird vom Israeli Air Defense Command, einer Abteilung der Israelischen Luftstreitkräfte betrieben.
 Deutschland
Im März 2022 wurde berichtet, dass die deutsche Bundesregierung vor dem Hintergrund des russischen Überfalls auf die Ukraine den Kauf des Arrow-3-Systems zum Aufbau eines Raketenschutzschirms für Deutschland prüft. Der Berichterstattung zufolge würden an drei Standorten im Bundesgebiet Flugkörper-Radarsysteme vom Typ Super Green Pine installiert, die ihre Daten an das Combined Air Operations Centre Uedem senden. Dieses würde von einem der im Bundesgebiet verteilten Startgeräte eine Arrow-3-Rakete starten, um die angreifende Rakete abzufangen und zu zerstören. Der Radius der Radargeräte sei ausreichend groß, um auch bspw. Polen, Rumänien und das Baltikum abzudecken, weshalb sich die entsprechenden Länder vergleichsweise einfach dem Schutzschirm anschließen könnten.
Arrow 3 soll einen Bestandteil der European Sky Shield Initiative bilden.
Gemäß einem Bericht der Zeitung The Jerusalem Post vom 5. April 2022 haben Israel und die Vereinigten Staaten grundsätzlich einem Verkauf des Systems Arrow 3 an Deutschland zugestimmt.
Laut Bundesministerium der Verteidigung sollte bis Ende 2023 eine vorvertragliche Vereinbarung mit der Regierung Israels geschlossen werden, eine erste Einsatzbereitschaft soll bis Ende 2025 hergestellt sein.
Am 17. August 2023 genehmigte die US-Regierung den Verkauf des Systems an Deutschland.
Am 19. Oktober 2023 stimmte der Haushaltsausschuss des Deutschen Bundestags der Beschaffung in einer Höhe von rund 4 Mrd. Euro zu.
Als erster Standort für ein Radar und eine Feuerstellung wurde der Fliegerhorst Holzdorf ausgewählt. Hinzu sollen Stationierungen in Schleswig-Holstein und Bayern kommen.
Die Bundeswehr beschreibt als Einsatzspektrum von Arrow 3 die „territoriale Flugkörperabwehr“ von ballistischen Raketen in der Größenordnung von Mittelstrecken- und Interkontinentalraketen.
Der Inspekteur der Luftwaffe Ingo Gerhartz sprach in dieser Hinsicht von einer zu schließenden Fähigkeitslücke der deutschen Luftverteidigung.
Die Beschaffungsentscheidung für das genannte Einsatzspektrum vor dem Hintergrund einer potenziellen russischen Bedrohung wird dabei teilweise von Wissenschaftlern und Sicherheitsexperten infrage gestellt. So sei Arrow 3 auf die Abwehr von Raketen außerhalb der Erdatmosphäre, also in Höhen über 100 km, spezialisiert. Gerade in dem Bereich hoch fliegender Mittelstreckenraketen werden die russischen Fähigkeiten jedoch bisher als gering eingeschätzt. Raketen wie 9K720 Iskander und Ch-47M2 Kinschal sowie Marschflugkörper, die Russland gegen die Ukraine einsetzt, operieren hingegen für gewöhnlich innerhalb der Erdatmosphäre und liegen damit im Wirkbereich der bisher schon sowohl von der Ukraine als auch von Deutschland eingesetzten bzw. im Zulauf befindlichen Abwehrsysteme MIM-104 Patriot und IRIS-T SLM.
Die Antwort auf die Frage nach der konkreten Bedrohungslage, die der Beschaffung von Arrow 3 zugrunde liegt, hat die Bundesregierung auf maximal 30 Jahre als Verschlusssache (VS-NfD) eingestuft.
Im Februar 2025 wurde über den Bau des ersten Radars für Arrow 3 nördlich der Ortschaft Züllsdorf in der Annaburger Heide, einige Kilometer vom Fliegerhorst Holzdorf entfernt, berichtet.
Im Mai 2025 gab der stellvertretende Inspekteur der Luftwaffe Lutz Kohlhaus bekannt, dass die deutsche Luftwaffe zusätzlich auch die in Entwicklung befindliche Variante Arrow 4 beschaffen will. Die Arrow-4-Flugkörper könnten mit den für Arrow 3 beschafften Radaren und Startgeräten eingesetzt werden.